# 学生時代
『学生時代』（がくせいじだい）は、1964年に発売されたペギー葉山のシングル。

## 概要
作詞・作曲は平岡精二による。

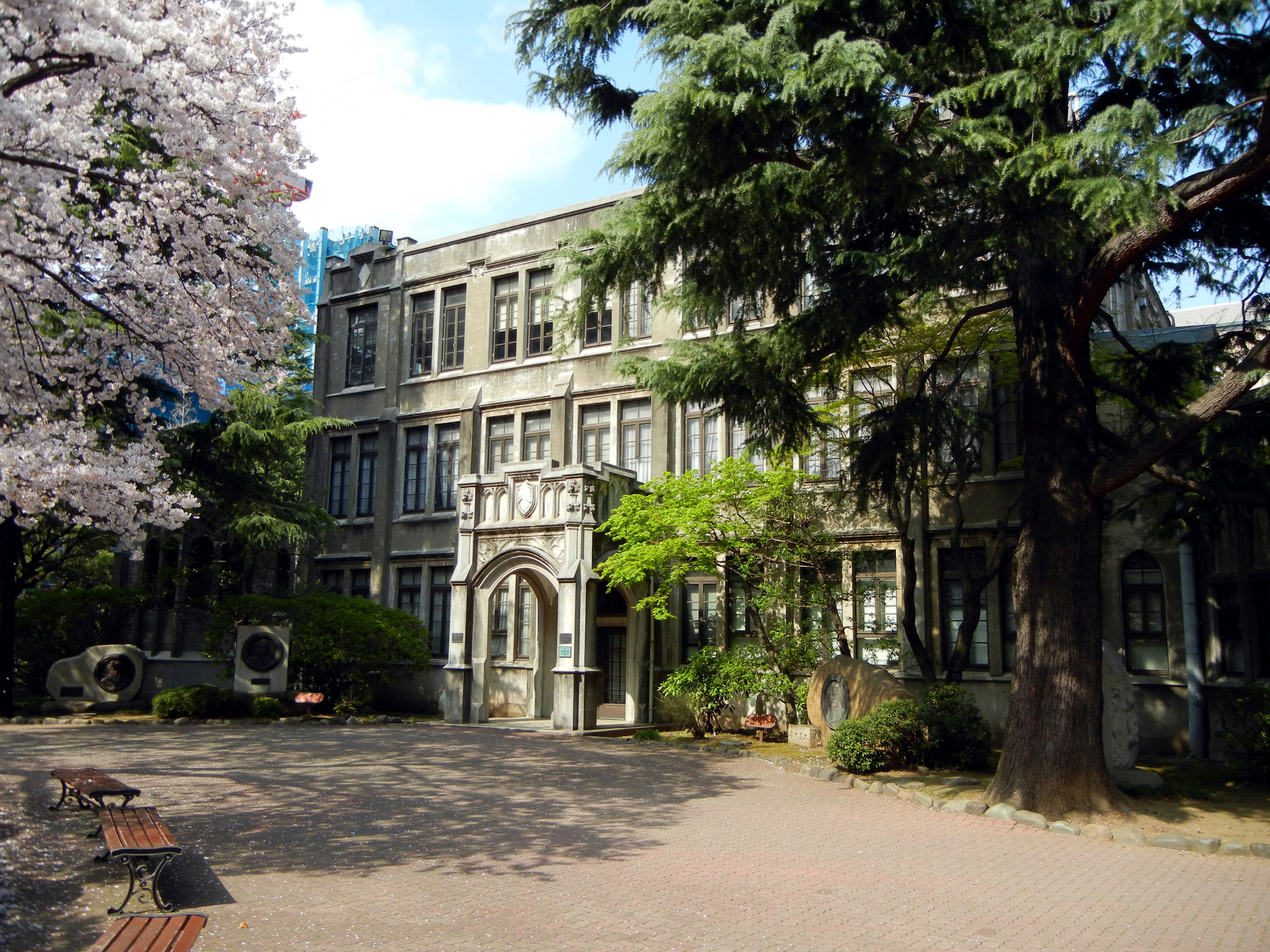
本楽曲の舞台となった青山学院のベリーホール

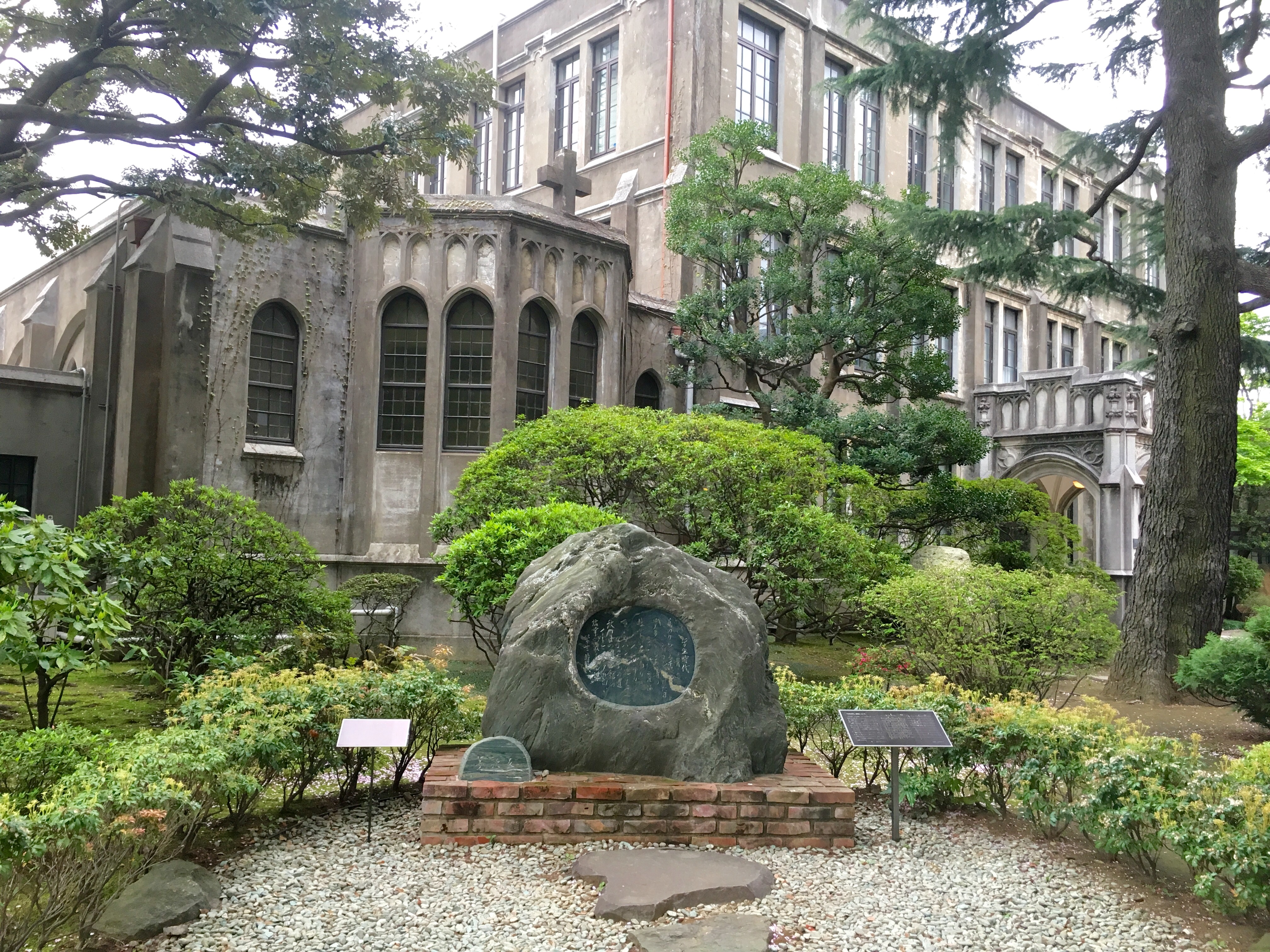
舞台となったチャペル前の歌碑

この「学生時代」は当時「平岡精二クインテット」（平岡精二とブルー・シャンデリア）というジャズバンドを率いていた平岡精二の作詞・作曲によりペギー葉山のオリジナル曲として当初「大学時代」というタイトルで制作されたが、ペギーの「みんな大学に行く時代じゃないから」という理由により（ペギー自身も青山学院高等部卒業後は大学に進学していない）、「学生時代」とタイトルを変更し、アルバム「平岡精二の作品集」のうちの一曲として完成したものである。平岡、ペギーの両氏とも青山学院出身であり後述のように本楽曲は青山学院が舞台となっている。青山学院では平岡はペギーの2級先輩にあたる。
タイトルについて平岡が「大学時代」を、ペギーが「学生時代」をそれぞれ主張したこと、また平岡自身が自作のこの曲を気に入っていなかったことにより、レコーディングの際に大喧嘩になったというが、結局はペギーの主張が通って「学生時代」に決定した。
累計売上はミリオンセラーを記録した。
1965年の「第16回NHK紅白歌合戦」では、本楽曲が歌唱された。
1989年発売の所ジョージのアルバム『コヨーテの夜』に収録されている「勝手に千葉でシンドバッド」は本曲とサザンオールスターズの楽曲「勝手にシンドバッド」の2曲を合成してパロディしたものであり、本曲の歌詞の一部分が引用されている。

### 舞台
本楽曲は始業ベルに間に合うようにキャンパスを走り回っていた姿や憧れの上級生との友情などペギー自身の学生時代がモデルになっている。
歌詞に登場する「チャペル」は、青山学院青山キャンパス（東京都渋谷区）にある、ベリーホール（国の登録有形文化財）内の「チャールズ・オスカー・ミラー記念礼拝堂」のことであり、青山学院内では「第二の学園歌」とも呼ばれている。2009年には、青山学院創立135周年を記念し、歌碑が同礼拝堂前に建てられた。除幕式にはペギー本人と故人となった平岡の遺族が出席し、ペギーが本楽曲を歌唱した。
他にも「讃美歌」、「十字架」などが歌詞に登場するように、ミッションスクールであった学生時代の雰囲気が読みとれる。

## 収録曲
1. 学生時代
  - 作詞・作曲：平岡精二
2. 鏡
  - 作詞・作曲：平岡精二

発売当初は「鏡」がA面として発売されたが、B面「学生時代」がヒットしたため、A面B面を入れ替えられた。
また最初に印刷されたシングルレコード（キングレコード：規格番号BS-144）のジャケットに掲載された「学生時代」の3番の歌詞は歌唱と若干異なる。これは作曲に際して変更される前の平岡精二の原詩をそのまま掲載したためである。

## カバー
- 森昌子（1973年、アルバム『中学三年生』収録）
- 菅原昭子（1973年、アルバム『青春のアルバム』収録）
- 榊原郁恵（1977年　アルバム『私の先生』収録）
- 倍賞千恵子（1975年、アルバム『倍賞千恵子ベスト20』収録）
- 爆風スランプ（1992年、ベストアルバム『青春玉 -学生時代-』収録）
- 原由子（2002年、カバーアルバム『東京タムレ』収録）
- 中澤裕子（2004年、アルバム『FS5〜卒業〜』収録）
- 芹洋子（2012年、アルバム『心つなぐ歌』収録）
- 井上あずみ（2016年、アルバム『花の街』収録）
- 岩佐美咲（2016年、アルバム『美咲めぐり』収録）
- 桑田佳祐（2019年、ライブビデオ『平成三十年度! 第三回ひとり紅白歌合戦』収録）